# Louis Rémy Mignot
Louis Rémy Mignot   (Charleston, 3 de febrer de 1831 - Brighton, 22 de setembre de 1870) va ser un pintor estatunidenc d'ascendència francesa. Associat amb l'Escola del Riu Hudson, la seva procedència del Sud-est dels Estats Units i la influència de la seva estada a Europa li van donar un estil diferent, dins d'aquest grup, en la representació de la vegetació i dels efectes atmosfèrics.

## Joventut i aprenentatge
Mignot va néixer a Charleston (Carolina del Sud), el 3 de febrer de 1831, en una família d'origen francès. Tot i que el seu bagatge familiar encara segueix sent confós, probablement era fill i homònim d'un pastisser d'aquesta ciutat. Sembla que va passar la seva infantesa a casa del seu avi, prop de Charleston. Aviat va mostrar un talent precoç per a l'Art, i l'any 1851 va marxar als Països Baixos, on va estudiar durant quatre anys amb Andreas Schelfhout a La Haia. També va viatjar per Europa abans de tornar als Estats Units, a Nova York, on va rebre l'elogi i el suport de diversos crítics, mecenes i d'altres artistes

## Activitat artística
A la manera dels pintors de l'escola del riu Hudson, Mignot, va continuar dibuixant i fent esbossos de les seves incursions a les Catskill Mountains. Es va especialitzar en pintura de paisatge, tot i que algunes vegades va col·laborar amb altres artistes. El llenç Washington i Lafayette a Mount Vernon és una obra de l'any 1859 on va col·laborar amb Thomas Prichard Rossiter.
Els paisatges de Mignot van ser exposats a la prestigiosa Century Association i a la National Academy of Design. L'11 de gener de 1860, Mignot es va casar amb Zairah Harries de Baltimore. La parella va tenir un fill. Mignot va ser un dels primers inquilins del Tenth Street Studio Building, la primera instal·lació americana dissenyada específicament per a artistes. Un dels seus companys fou Frederic Edwin Church, un destacat exponent de la segona generació de pintors de l'Escola del Riu Hudson. El 1857 Church i Mignot van fer una expedició a Colòmbia i l'Equador, realitzant nombrosos esbossos de diversos indrets. A partir d'aquests esbossos, Mignot va desenvolupar alguns dels seus llenços més aclamats.
L'any 1859 les seves obres va ser incloses en Autograph Etchings by American Artists, de John W.Ehninger, el primer i més important exemple de cliché-verre -una mescla de pintura, dibuix i fotografia- publicat als Estats Units. Mignot va ser elegit associat de la National Academy of Design el 1859, i acadèmic l'any següent. El 1862, poc després de l'esclat de la Guerra Civil dels Estats Units, amb sentiments anticonfederats imperants a Nova York, Mignot va realitzar una venda de les seves pintures i el 26 de juny, a bord del Great Eastern, va partir dels Estats Units amb destinació a Anglaterra.
Resident a Londres des de llavors, va exposar regularment a la Royal Academy of Arts i a altres llocs. Els viatges que va fer a Suïssa el 1868 i 1869 van donar lloc a diverses escenes alpines. El 1870, se'n va anar a París, on va mostrar dues obres al Saló. Va morir de verola a Brighton, el 22 de setembre de 1870.

## Llegat artístic
Com que la seva carrera fou curta i les seves obres van quedar escampades, Mignot no ha rebut el reconeixement assolit per altres artistes de la seva generació. Per una part Katherine Manthorne, sosté que "Mignot fou possiblement el pintor del Sud més important de la seva generació", però per altra part es planteja "el grau en què hauria de ser classificat com a artista del Sud". Efectivament, no se’n conserva cap pintura de la seva regió natal. Tanmateix, ja durant la seva vida els crítics van reconèixer la seva notable capacitat de representar una atmosfera humida i càlida, potser com a resultat de seva joventut a Carolina del Sud.
Les circumstàncies semblen haver conspirat contra Mignot, havent-li pres el seu lloc legítim en la Història de la pintura. De fet, poca cosa de la seva obra va restar al seu país nadiu, ja que la seva vida itinerant va escampar les seves pintures i efectes. A més, cal considerar que fou un artista una mica fora del seu lloc i del seu temps.